# Epic (album)
Epic je šesti studijski album norveškog metal sastava Borknagar. Album je 29. lipnja 2004. objavila diskografska kuća Century Media Records koja će objavljivati sve albume skupine do albuma  Universal koji će objaviti Indie Recordings. Bubnjar sastava Asgeir Mickelson na ovom albumu svira i bas-gitaru zato što je Tyr, prethodni Borknagarov basist, napustio sastav dok je snimanje albuma bilo tek napola dovršeno. Također, na ovom albumu ne sudjeluje niti prethodni gitarist sastava Jens F. Ryland jer je napustio sastav 2003. godine.

## Popis pjesama
| 1.    | »Future Reminiscence«            | Øystein G. Brun  | 5:26 |
| 2.    | »Traveller«                      | Brun             | 5:03 |
| 3.    | »Origin«                         | Brun, Vintersorg | 4:58 |
| 4.    | »Sealed Chambers of Electricity« | Brun, Lazare     | 4:12 |
| 5.    | »The Weight of Wind«             | Lazare           | 3:58 |
| 6.    | »Resonance«                      | Brun, Vintersorg | 4:28 |
| 7.    | »Relate (Dialogue)«              | Brun, Lazare     | 4:28 |
| 8.    | »Cyclus«                         | Brun             | 5:25 |
| 9.    | »Circled«                        | Brun, Lazare     | 4:45 |
| 10.   | »The Inner Ocean Hypothesis«     | Vintersorg       | 5:10 |
| 11.   | »Quintessence«                   | Brun             | 5:31 |
| 12.   | »The Wonder«                     | Brun             | 4:16 |
| 57:55 |                                  |                  |      |

## Recenzije
Eduardo Rivadavia, glazbeni kritičar sa stranice AllMusic, dodijelio je albumu četiri od pet zvjezdica te je komentirao: "Dvadeset godina nakon njegova nastanka, "black metal" je postao beskoristan pojam kao i pojam njegova izvorna roditelja "heavy metala" kad je potrebno propisno opisati njegove mnogobrojne ogranke i podžanrove. Na koncu, kako može jedna etiketa uopće obuhvatiti i primitivnu grubost Darkthronea i raskoš klasične glazbe prisutne u glazbi Dimmu Borgira -- da ne spominjemo i bezbrojne loze i varijacije [koje se miješaju s] viking, post-thrash i death metalom. Članovi norveškog Borknagara jedni su od najdugotrajnijih članova neusporedivo užurbane skandinavske black metal scene te su i oni očito predrasli jednostavne definicije žanra tijekom svojih deset godina i šest albuma. Epic iz 2004. godine upravo je taj šesti album; vjeran svojemu nazivu, na ovome albumu gitarist Øystein G. Brun slaže još jedan ambiciozni kolaž metal stilova u ono što grupa voli nazivati "veličanstvenim black metalom". Iako nisu toliko simfonijske kao [skladbe] grupa kao što su Emperor ili prethodno spomenuti Dimmu niti toliko opsjednute vikinškim i folklornim elementima kao Enslaved ili Windir, Borknagarove skladbe više su bazirane na strukturi tradicionalnog rocka te zadržavaju svoje najveće odlike pomoću opsežnog i eklektičnog klavijaturističkog kolorita i doslovno velike količine različitih vokalnih tehnika koje obogaćuju njegovu kreativnu paletu. Nedavan dolazak uspješnog pjevača Vintersorga presudan je za ovu posljednju misiju te se on ponovno dokazuje jednako opuštenim i po pitanju neophodnih i gušećih black metal vriskova i po pitanju izravnog melodičnog pjevanja. Zapravo, Epic dokazuje da je on vrlo vjerojatno jedan od najboljih pjevača njegove generacije koji rade unutar idioma ekstremnog metala. Ubacite ekspertne glazbene vještine i inovativne aranžmane koji krase ostatak grupe i rezultirajući album odlikuje se pjesmama kao što su "Future Reminiscence", "Sealed Chambers of Electricity" i "Resonance" koje pozitivno blistaju pamtljivim rifovima, ukusnim klavijaturama i najvažnije - bijesnim prijelazima za headbanganje. Psihodelična gitaristička zvona na "Travelleru" i dramatičke polupower balade pjesama "Circled" i "The Wonder" (jedino nisu u skladu Keksomlatova roktanja, ali svejedno valjaju) prikazuju Borknagarovu spremnost na usprotivljavanje granicama metala, dok izvanredni instrumental "Weight of the Wind" jednostavno lomi sve predrasude, podjednako spajajući predivne [zvukove] klavira, mesmerizirajućih klavijatura i paučinastih gitarističkih solo dionica. Sve u svemu, Epic je osobito zadovoljavajuć, karakterističan te ponekad čak i iznenađujuć album ovih "black metal" veterana".

## Zasluge
| Borknagar - Vintersorg – gitara (na pjesmama "The Inner Ocean Hypothesis" i "Quintessence"), vokali - Øystein G. Brun – gitara - Lars A. Nedland – klavijature, sintesajzer, Hammond orgulje, klavir, prateći vokali - Asgeir Mickelson – gitara (na pjesmi "The Weight of Wind"), bubnjevi, bas-gitara, bas-gitara bez pragova, naslovnica, fotografija | Ostalo osoblje - Børge Finstad – inženjer zvuka, miksanje, produkcija - Jonas Nilsson – ilustracija (3D objekata) - Morten Lund – mastering |

## Vanjske poveznice
- Borknagar - Epic (Službena podstranica sastava koja opisuje šesti album)
- "Epic" na discogs.com